# Kapela sv. Marka Križevčanina u Križevcima
| Kapela sv. Marka |  | Kapela sv. Marka     |
| Kapela sv. Marka |  | Oltarna slika kapele |

Kapela sv. Marka Križevčanina je kapela u Križevcima (Gornji grad).
Potječe iz 17. stoljeća na mjestu starijeg svetišta. Zvala se kapela sv. Ladislava do '90.-ih godina prošlog stoljeća, otkada se zove po sv. Marku Križevčaninu, kojeg je papa Ivan Pavao II. 1995. godine u slovačkom gradu Košice proglasio svetim. On je zaštitnik Križevaca i Bjelovarsko-križevačke biskupije. 
Kapela se nalazi na glavnoj cesti u pravcu Kalničkog prigorja. Najstarija je od tri križevačke kapele. Ima ranobarokna i gotička obilježja. Obnovljena je 1731. godine te 1993. godine, otkad se na glavnom oltaru nalazi slika sv. Marka Križevčanina, rad križevačkog slikara Zorana Homena. U kapeli se ističu i slika sv. Ladislava suzaštitnika kapele i barokna propovijedaonica. Nad ulazom se nalazi kip sv. Ivana Nepomuka.
Sagrađena je u 17. stoljeću i ranobaroknih je stilskih oznaka no izvori upućuju na postojanje starije, srednjovjekovne crkve na istom mjestu. Najstariji dio kapele je pravokutan brod kojemu je pridruženo trostrano zaključeno svetište. Na zapadnom pročelju nalazi se zvonik. Prostor broda, nekad natkriven oslikanim tabulatom i svetište nadsvođeno ranobaroknim bačvastim svodom s radijalnim susvodnicama, međusobno su bili odijeljeni polukružnim trijumfalnim lukom. U periodu između 1731. i 1735. godine brod je nadsvođen s dva traveja križnog svoda na bočnim pilastrima, a preoblikovan je i trijumfalni luk. Vanjština je konačno formirana u 19. stoljeću.

## Zaštita
Pod oznakom Z-2075 zavedena je kao nepokretno kulturno dobro – pojedinačno, pravna statusa zaštićena kulturnog dobra, klasificirano kao "sakralna građevina". Nadležan za očuvanje je Konzervatorski odjel u Bjelovaru.